# Coppa Interamericana 1977
La Coppa Interamericana 1977 è stata la sesta edizione del trofeo riservato alle squadre vincitrici della CONCACAF Champions' Cup e della Coppa Libertadores.

## Avvenimenti
Viene abbandonato l'uso di tenere le partite in un campo neutro introdotto nell'edizione precedente. Tutta la prima gara fu controllata dal Boca Juniors, che riuscì a contenere la velocità della squadra messicana fermando gli avversari a centrocampo; l'América fu poco incisivo nel gioco sulle fasce, permettendo ai laterali argentini di sostenere le azioni offensive senza doversi preoccupare di marcare Ortega e Manzo. L'inizio dell'incontro vide frequenti azioni d'attacco del Boca; esse si protrassero per tutta la prima frazione di gioco, e portarono infine al gol di Salinas al 42º: dopo uno scambio con Sanabria, il giocatore argentino si trovò da solo di fronte a Castrejón, e lo superò con un tiro rasoterra. Ancora Sanabria, al 52º, servì Salinas, che segnò con un diagonale, tirando alla sinistra del portiere messicano. A chiudere le marcature fu Mastrángelo, che realizzò il 3-0 su assist di Suñé. Per il resto dell'incontro il Boca respinse senza molte difficoltà i tentativi messicani di diminuire lo svantaggio.
La partita di ritorno si disputò all'Azteca, a Città del Messico, di fronte a 40.000 spettatori. La gara non fu entusiasmante dal punto di vista del gioco: il Boca assunse un atteggiamento più difensivo, mirando a ottenere il pareggio per poter vincere il trofeo. L'América, invece, si schierò secondo il 4-3-3, cercando di portarsi in vantaggio con ripetute azioni d'attacco, senza avere grande successo. Vedendo lo scarso esito delle sue offensive, il tecnico Cárdenas cambiò García e Luisinho con Estupiñán e Manzo. I due nuovi ingressi, affiancando Aceves, dettero maggior spinta alla prima linea dell'América, che riuscì a segnare con Kiese, con un diagonale basso.
Si rese pertanto necessario lo spareggio, che venne fissato il 14 aprile all'Estadio Azteca. A portarsi in vantaggio fu il Boca Juniors, che segnò al 5º minuto con Pavón, che raccolse un cross di Bordón. Una volta ottenuto l'1-0, il Boca decise di affidarsi al contropiede, anziché continuare ad attaccare: questo diede modo all'América di ottenere il controllo del centrocampo e di poter applicare la tattica del fuorigioco. Al 33º Aceves effettuò un potente tiro che colpì la traversa, rimbalzò oltre la linea di porta e fu poi respinto da Gatti: l'arbitro D'Hipólito convalidò il gol, grazie anche all'assistente Siles (arbitro della gara di ritorno). Il portiere Gatti fu tra i migliori in campo, neutralizzando a lungo i tentativi messicani di segnare il 2-1. Al 43º Salinas fu espulso per aver colpito Kiese alla nuca. In seguito a questo provvedimento, la gara dovette essere sospesa per 8 minuti, a causa dei disordini avvenuti: i giocatori della panchina del Boca si riversarono in campo, protestando a lungo contro arbitro e assistente. Per evitare ulteriori problemi, D'Hipólito allontanò considerevolmente i componenti delle panchine dal campo di gioco, ottenendone una maggiore tranquillità e un più regolare svolgimento dell'incontro. Rergis, messicano, fu espulso al 58º per aver commesso fallo su Pavón; Cárdenas decise quindi di far uscire Luisinho per inserire un altro difensore, Tena. Al 119º minuto, Reinoso segnò il gol del 2-1, con un calcio di punizione battuto cinque metri fuori dall'area di rigore.

## Tabellino

### Andata
| Arbitro: | Barreto |

| |            | |
| Salinas 42’, 53’ Mastrángelo 55’                                                                                | Marcatori  | |
| · Gatti P Pernía D Sá D Mouzo D Bordón D Ribolzi C Suñé C Salinas C Mastrángelo A Saldaño A Veglio A Sanabria A | Formazioni | · P Castrejón D Trujillo D Sánchez Galindo D Tena D Martínez C de la Torre C Victorino C Kiese C Ortega A Estupiñán A Manzo A Luisinho |
| Lorenzo | Allenatori | Cárdenas |

### Ritorno
| Arbitro: | Siles |

| |            | |
| Kiese 75’ | Marcatori  | |
| · Castrejón P Trujillo D Sánchez Galindo D Rergis D Martínez D de la Torre C 66’ García C Estupiñán A Kiese C Reinoso C Aceves A 66’ Luisinho A Manzo A | Formazioni | · P Gatti D Pernía D Sá D Mouzo D Bordón C Ribolzi C Suñé C Salinas C Sanabria A Salguero A Veglio A Pavón A Mastrángelo |
| Cárdenas | Allenatori | Lorenzo |

### Spareggio
| Arbitro: | D'Hipólito |

| |            | |
| Aceves 35’ Reinoso 119’ | Marcatori  | 5’ Pavón |
| · Castrejón P Trujillo D Sánchez Galindo D 58’ Rergis D Martínez D de la Torre C García C Kiese C Reinoso C 67’ Aceves A Estupiñán A 60’ Luisinho A Tena D | Formazioni | · P Gatti D Pernía D Sá D Mouzo D Bordón C Ribolzi C Suñé C Sanabria 67’ C Squeo A Pavón 89’ A Salguero A Salinas 43’ A Mastrángelo |
| Cárdenas | Allenatori | Lorenzo |